# Павуколов
Павуколов (Arachnothera) — рід горобцеподібних птахів родини нектаркових (Nectariniidae). Представники цього роду мешкають в лісах Південної та Південно-Східної Азії.

## Опис
Павуколови є одними з найбільших представників родини нектаркових. Великий павуколов є найбільшим і найважчим представком своєї родини, доягаючи довжини 22 см при вазі в 49 г. Дзьоби павуколовів довгі, вдвічі більше за їх голови, вигнуті і міцні. Язик має трубкоподібну форму. Павуколовам не притаманний статевий диморфізм. Їхнє забарвлення менш яскраве, ніж у інших нектарок і не є райдужним. Верхня частина ніла переважно оливково-зелена, а нижня — білувата або жовта, у деяких видів поцяткована темними смужками. Спів простий і являє собою серію писклявих свистів.

## Поведінка
Павуколови, як випливає з їх назви, харчуються павуками. Вони здатні виймати павуків з центру їхньої павутини, не заплутавшись в ній. Також павуколови живляться іншими безхребетними, зокрема цвіркунами, метеликами, мурахами, гусінню та іншими комахами. Окрім комах, павуколови також живляться нектаром. Вони є важливими запилювачами деяких видів рослин.
Павуколови живуть поодинці або парами. Вони вирізняються від інших нектаркових характером свого гнізда, яке підвішується під великим пальмовим або банановим листом. Форма гнізда різниться в залежності від виду: воно може бути простим, чашоподібним (у смугастого павуколова), видовженим, трубкоподібним (у жовтощокого павуколова) або пляшкоподібним (у довгодзьобого павуколова). Гніздо підвішується до листа за допомогою павутиння або рослинних волокон, робиться з трави і листя. Будівництвом гнізда займається лише самиця, однак на відміну від інших нектаркових, яйця насиджують і самець і самиця. Павуколови відкладають 2-3 яйця. Іноді вони стають жертвами гніздового паразитизму зозуль.

## Поширення і екологія
Павуколови поширені в Індомалаї, від східної Індії до Філіппін та від південних схилів Гімалаїв до Яви. Найбільше видове різноманіття павуколовів спостерігається на Малайському півострові, Суматрі та Калімантані. Вони живуть в тропічних, бамбукових і заболочених тропічних лісах, на узліссях та галявинах, у вторинних та інших деградованих лісах. Деякі види пристосувалися до життя проряд з людьми і живуть в садах і на плантаціях. Більшість видів мешкають в рівнинних лісах, за виняком бурого павуколова, який живе в горах.

## Види
Виділяють тринадцять видів:
- Павуколов малий (Arachnothera longirostra)
- Павуколов жовтобокий (Arachnothera flammifera)[6][7][8][9]
- Павуколов блідий (Arachnothera dilutior)[10][7][8][9]
- Павуколов товстодзьобий (Arachnothera crassirostris)
- Павуколов довгодзьобий (Arachnothera robusta)
- Павуколов великий (Arachnothera flavigaster)
- Павуколов жовтощокий (Arachnothera chrysogenys)
- Павуколов короткохвостий (Arachnothera clarae)
- Павуколов східний (Arachnothera modesta)
- Павуколов сіроволий (Arachnothera affinis)
- Павуколов борнейський (Arachnothera everetti)[11][9][12]
- Павуколов смугастий (Arachnothera magna)
- Павуколов бурий (Arachnothera juliae)

## Етимологія
Наукова назва роду Arachnothera походить від сполучення слів дав.-гр. αραχνης — павук і θηρας — мисливець.